# Efşan Geçgin
Efşan Geçgin (sinh 26 tháng 1 năm 1992 ở Keçiören, Ankara) là một cầu thủ bóng đá Thổ Nhĩ Kỳ, đang thi đấu ở vị trí hậu vệ cho Bergama Belediyespor.

## Sự nghiệp
Tosun bắt đầ sự nghiệp ở Học viện Trẻ Gençlerbirliği Youth Academy năm 2002.
İleri cũng là một cầu thủ trẻ quốc gia.